# Stade Pershing

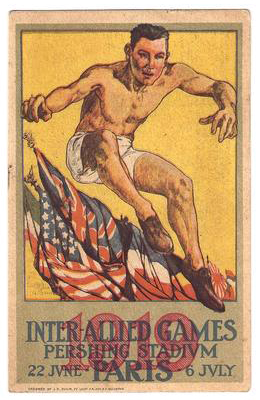
Logo de los Inter-Allied Games de 1919.

El Stade Pershing fue un estadio multiusos ubicado en el bosque de Vincennes en París, Francia utilizado principalmente para partidos de fútbol.

## Historia
El estadio fue construido en 1919 con capacidad para 29 000 espectadores inicialmente por franceses pero fue terminado por soldados de la Armada de Estados Unidos, para los Inter-Allied Games de ese año. Tres años después fue la sede de la primera edición de los Juegos Mundiales Femeniles.
También fue sede de varios partidos de fútbol en los Juegos Olímpicos de París 1924, también fue sede del Kangaroo Tour de la selección australiana de rugby, que venció a Francia 63-13, y también fue sede de cuatro finales de la Copa de Francia de fútbol.
El estadio fue demolido en 1960 y en el terreno actualmente están edificados campos de baloncesto y béisbol.

## Fútbol

### Selección de Francia
| Partidos de la selección nacional de Francia en el Stade Pershing | Partidos de la selección nacional de Francia en el Stade Pershing | Partidos de la selección nacional de Francia en el Stade Pershing | Partidos de la selección nacional de Francia en el Stade Pershing | Partidos de la selección nacional de Francia en el Stade Pershing | Partidos de la selección nacional de Francia en el Stade Pershing | Partidos de la selección nacional de Francia en el Stade Pershing |
| n.º                                                               | Fecha                                                             | Partido                                                           | Resultado                                                         | Torneo                                                            | Asistencia                                                        |                                                                   |
| ----------------------------------------------------------------- | ----------------------------------------------------------------- | ----------------------------------------------------------------- | ----------------------------------------------------------------- | ----------------------------------------------------------------- | ----------------------------------------------------------------- | ----------------------------------------------------------------- |
| 1                                                                 | 5 de mayo de 1921                                                 | Francia-Inglaterra                                                | 2-1                                                               | Amistoso                                                          | 30 000                                                            |                                                                   |
| 2                                                                 | 13 de noviembre de 1921                                           | Francia-Países Bajos                                              | 0-5                                                               | Amistoso                                                          | 15 000                                                            |                                                                   |
| 3                                                                 | 22 de abril de 1923                                               | Francia-Suiza                                                     | 2-2                                                               | Amistoso                                                          | 20 000                                                            |                                                                   |
| 4                                                                 | 10 de mayo de 1923                                                | Francia-Inglaterra                                                | 1-4                                                               | Amistoso                                                          | 30 000                                                            |                                                                   |
| 5                                                                 | 17 de mayo de 1924                                                | Francia-Inglaterra                                                | 1-3                                                               | Amistoso                                                          | 20 000                                                            |                                                                   |
| 6                                                                 | 19 de abril de 1925                                               | Francia-Austria                                                   | 0-4                                                               | Amistoso                                                          | 25 000                                                            |                                                                   |
| 7                                                                 | 11 de abril de 1926                                               | Francia-Bélgica                                                   | 4-3                                                               | Amistoso                                                          | 23 000                                                            |                                                                   |

### Juegos Olímpicos de 1924
| Fecha              | Ronda            | Local          | Resultado | Visita     |
| ------------------ | ---------------- | -------------- | --------- | ---------- |
| 25 de mayo de 1924 | Primera ronda    | Suiza          | 9 - 0     | Lituania   |
| 25 de mayo de 1924 | Primera ronda    | Estados Unidos | 1 - 0     | Estonia    |
| 29 de mayo de 1924 | 1/8 de final     | Italia         | 2 - 0     | Luxemburgo |
| 1 de julio de 1924 | Cuartos de final | Suecia         | 5 - 0     | Egipto     |